# Anthony Caci
Anthony Caci (Forbach, Francia, 1 de julio de 1997) es un futbolista francés. Juega como defensa y su equipo es el 1. FSV Mainz 05 de la 1. Bundesliga de Alemania.

## Clubes
| Club                   | País     | Año       |
| ---------------------- | -------- | --------- |
| R. C. Estrasburgo "II" | Francia  | 2015-2018 |
| Racing Estrasburgo     | Francia  | 2018-2022 |
| 1. FSV Maguncia 05     | Alemania | 2022-     |

## Palmarés

### Títulos nacionales
| Título                     | Club               | País    | Año  |
| -------------------------- | ------------------ | ------- | ---- |
| Copa de la Liga de Francia | Racing Estrasburgo | Francia | 2019 |